# Berthold Bauer

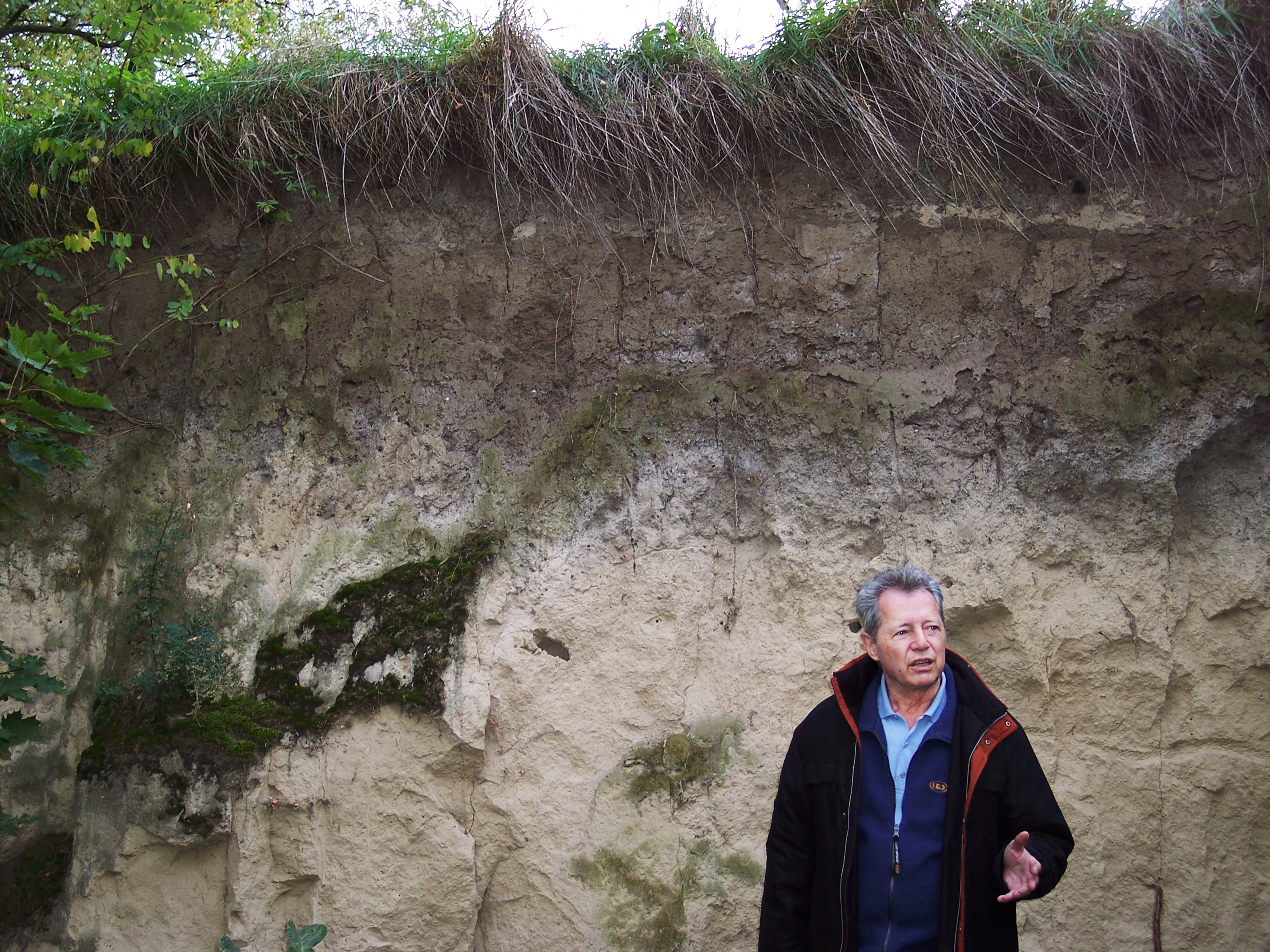
Berthold Bauer (2007)

Berthold Bauer (* 1939; † 14. Oktober 2016 in Wien) war ein österreichischer Geograph.

## Leben
Berthold Bauer studierte Geographie an der Universität Wien. Er habilitierte sich 1983 mit einer Arbeit zum Thema „Faktoren der Bodenerosion durch Wasser: Experimente mit Regensimulation“. Bauers Forschungsschwerpunkte lagen in den Bereichen Geomorphologie und Geoökologie. Er beschäftigte sich insbesondere mit den Faktoren der Bodenerosion durch Wasser. Von 1992 bis zu seinem Übertritt in den Ruhestand im Jahr 2004 war er stellvertretender Institutsvorstand des Instituts für Geographie und Regionalforschung der Universität Wien. In der Zeit der Vakanz der Professur für Physische Geographie von 2000 bis 2006 leitete er interimistisch die Arbeitsgruppe Physische Geographie.
Bauer war viele Jahre Erasmus-Koordinator des Instituts für Geographie und Regionalforschung, Mitglied des Beirats des „Lateinamerika-Lehrgangs“ des Österreichischen Lateinamerika-Instituts, Leiter des Universitätslehrgangs „Interdisziplinäre Balkanstudien“ und Mitorganisator der vom Institut für den Donauraum und Mitteleuropa (IDM) und der Universität Wien veranstalteten Sommerakademien.
Bauer war Vizepräsident des European Centre on Geomorphological Hazards (CERG) in Straßburg. Er war Fulbright-Gastprofessor an Universitäten in den USA.

## Schriften (Auswahl)
- Herbert Wilhelmy, Berthold Bauer, Christine Embleton-Hamann: Geomorphologie in Stichworten: Beiträge zur allgemeinen Geographie. 1 Endogene Kräfte, Vorgänge und Formen. Hrsg.: Herbert Wilhelmy (= Beiträge zur allgemeinen Geographie. Band 1). 5., überarb. Auflage. Borntraeger, Stuttgart 1994, ISBN 978-3-266-03050-9 (143 S.).
- Herbert Wilhelmy, Berthold Bauer, Hans Fischer: Geomorphologie in Stichworten: Beiträge zur allgemeinen Geographie. 2 Exogene Morphodynamik: Abtragung – Verwitterung – Tal- und Flächenbildung (= Beiträge zur allgemeinen Geographie. Band 2). 6., überarb. Auflage. Borntraeger, Stuttgart 2002, ISBN 978-3-443-03113-8 (203 S.).
- Berthold Bauer: Geomorphologie des südöstlichen Waldviertels im Einzugsgebiet von Krems und Kamp. 1972.
- Berthold Bauer: Westliches Weinviertel – Ostrand Böhmische Masse. In: Helmut Wohlschlägl, Harald Hitz (Hrsg.): Das östliche Österreich und benachbarte Regionen. Ein geographischer Exkursionsführer. Böhlau Verlag, 2009, ISBN 3-205-78447-2, S. 145–150.